# デーヴィッド・ケイリン

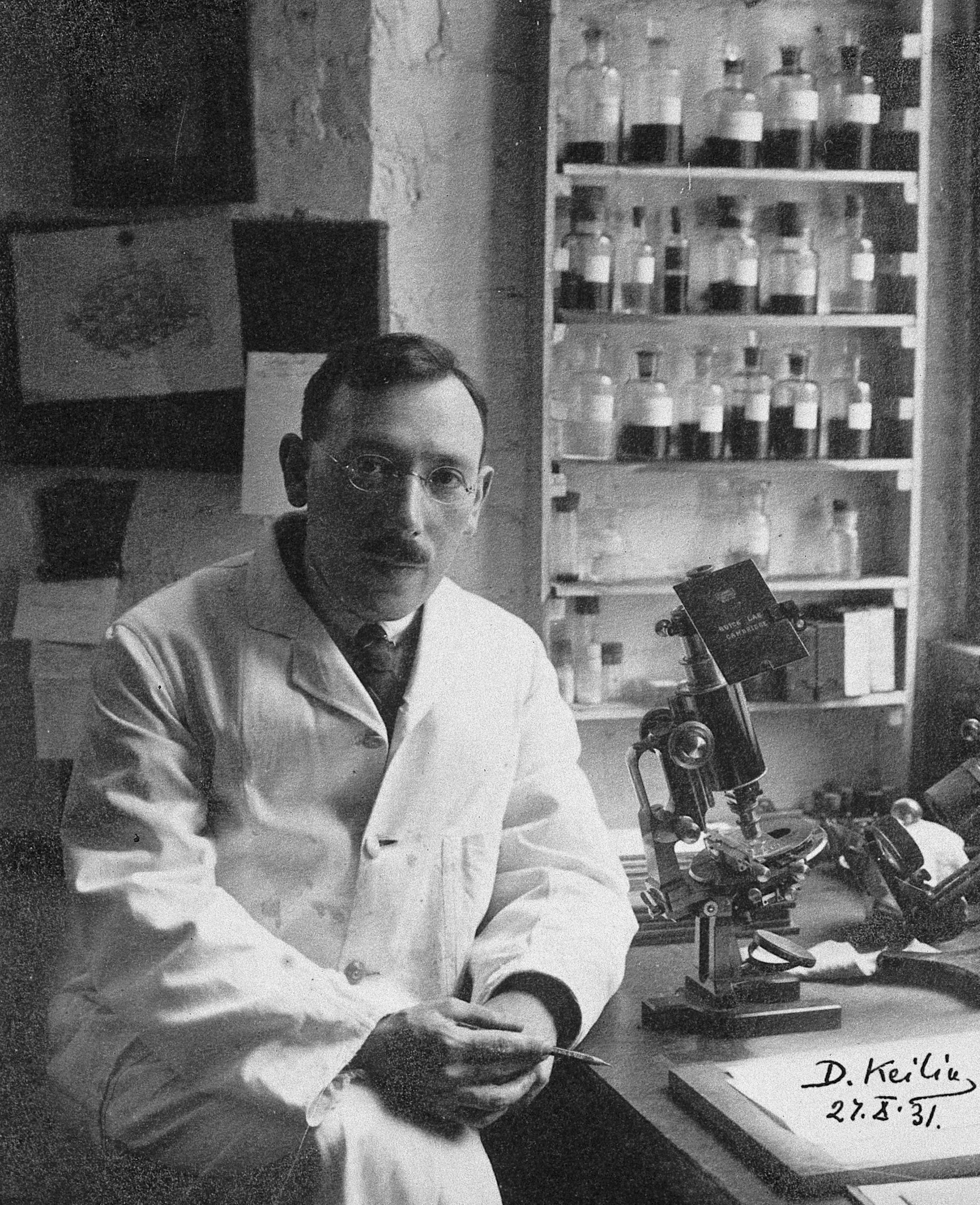
David Keilin, 1931

デーヴィッド・ケイリン（David Keilin、1887年3月21日 - 1963年2月27日）は、イギリスの生物学者である。 酸化還元機能を持つヘム鉄を含有する、ヘムタンパク質のシトクロムを再発見したことで知られる。

## 略歴
モスクワに生まれた。子供時代に家族はワルシャワに移った。喘息に悩まされ、10歳になるまで学校へは行けなかったが、17歳でリエージュ大学に入学し、後にケンブリッジ大学のモードリン・カレッジで学び、英国の市民権を得た。1915年にケンブリッジ大学の生物学者で初代のクイック教授職についたジョージ・ナトールの研究助手となった。ケンブリッジ大学で引退まで研究し、ナトールの後を継いで、クイック教授職に就き、モルテノ研究所の所長を務めた。
昆虫学、寄生虫学の分野で研究し、寄生虫などの生活史を研究した。1914年から1923年の間に39あまりの論文を執筆した。シトクロムを再発見によって高い評価を得た。シトクロムは1884年にアイルランドのマクマン（Charles MacMunn :1852-1911）が発見したものであるが、ケイリンはシトクロムが細胞に広く分布し、細胞呼吸において重要な役割をもつことを明らかにした。
1926年に王立協会フェローに選ばれ、同協会から1934年にクルーニアン・メダル、1939年にロイヤル・メダル、1951年にコプリ・メダルを受賞し、1958年に同協会のレーウェンフック講座(Leeuwenhoek Lecture)で講演した。1959年アメリカ芸術科学アカデミー会員選出。

## 著作
- On cytochrome, a respiratory pigment, common to animals, yeast, and higher plants. In: Proc. Royal Soc. London. Series B. Bd. 98 (August 1925), S. 312-339, JSTOR 81121.
- The Leeuwenhoek Lecture: The Problem of Anabiosis or Latent Life: History and Current Concept. In: Proc. Royal Soc. London. Series B. Vol. 150, No. 939 (März 1959), S. 149-191, JSTOR 83251.